# Park Eun-chul
Park Eun-chul (koreanska: 박은철), född den 18 januari 1981 i Cheongju, Sydkorea, är en sydkoreansk brottare som tog OS-brons i bantamviktsbrottning i den grekisk-romerska klassen 2008 i Peking. 